# Зърнеста масловка
Зърнестата масловка (Suillus granulatus) е вид базидиева гъба от семейство масловкови (Suillaceae). Тя е една от най-масово събираните горски ядивни гъби в България.

## Идентификация
Тръбичките на млади и свежи плодни тела изпускат течност наподобяваща мляко. Горната част на гуглата е червеникаво-кафява и слузеста (но не лепкава) рано сутрин и в дъждовно време. Месото е жълтеникаво и мирише приятно. Стъблото е равномерно и липсва пръстенче. Споровият прашец е кафяв. Диаметърът на гуглата обикновено достига 10 сантиметра а височината 8 сантиметра. Расте главно в трева близо до бор. Сбърква се най-редовно с идентично ядливата обикновена масловка (S. luteus).

## Консумация
Консумира се свежа или след сушене, като манатарка. Кожицата се обелва преди готвене, защото слузта може да причини хранително разстройство.

## Синоними
- Boletus granulatus L., Sp. Plantarum: 1177 (1753)
- Boletus granulatus var. lactifluus (Pers.) J. Blum, Bull. trimest. Soc. mycol. Fr. 81: 484 (1965)
- Boletus lactifluus (Pers.) J. Blum, Bull. trimest. Soc. mycol. Fr. 85: 43 (1969)
- Boletus lactifluus Sowerby, Coloured figures of English Fungi or Mushrooms (London) 3: tab. 420 (top) (1809)
- Boletus lactifluus With., Bot. arr. veg. Gr. Brit. 4: 320 (1796)
- Ixocomus granulatus (L.) Quél., Fl. Mycol. France (Paris): 412 (1888)
- Leccinum lactifluum (With.) Gray, Nat. Arr. Brit. Pl. (London) 1: 647 (1821)
- Suillus lactifluus (With.) A.H. Sm. & Thiers, Michigan Bot. 7: 16 (1968)